# Klubi Sportiv Vllaznia Shkodër
El Klubi Sportiv Vllaznia Shkodër és un club de futbol albanès de la ciutat de Shkodër. El club va ser fundat el 16 de febrer de 1919.

## Història
Evolució del nom:
- 1919: KS Bashkimi Shkodër
- 1929: Bashkimi Shkodran
- 1935: KS Vllaznia Shkodër
- 1950: KS Shkodër
- 1951: Puna Shkodër
- 1958: KS Vllaznia Shkodër

Fonts:

## Palmarès
- Lliga albanesa de futbol: 9
  - 1945, 1946, 1972, 1974, 1978, 1983, 1992, 1998, 2001
- Copa albanesa de futbol: 6
  - 1965, 1972, 1979, 1981, 1987, 2008
- Supercopa albanesa de futbol: 2 
  - 1998, 2001
- Segona divisió albanesa de futbol: 2 
  - 1957, 1962

Fonts:

## Futbolistes destacats
- Loro Boriçi
- Ramazan Rragami
- Sabah Bizi
- Medin Zhega
- Lutz Pfannenstiel

Fonts: